# Villa rustica (Denning)
Die Villa rustica von Denning war ein römischer Gutshof aus dem 2. Jahrhundert nach Christus.

## Lage
Die Villa rustica lag in dem Münchener Stadtteil Denning im Stadtbezirk 13 Bogenhausen. Die 1928 ausgegrabenen Bebauungsspuren liegen in einem Bereich zwischen Marienburger, Insterburger und Rößeler Straße und dem Platz Zur Deutschen Einheit.

## Geschichte
Die Villa wurde 1928 bei Straßenarbeiten am Nordende des Platzes Zur Deutschen Einheit während des Baus der Obermaierschen Kolonie entdeckt. Aufgrund des Zeitdrucks wegen des Baus der Siedlung konnten 1928/1929 jedoch nur grobe Rettungsgrabungen unter der Leitung von Josef Maurer durchgeführt werden, dann wurden die Ausgrabungen wieder zugeschüttet und die Siedlung weitergebaut. 1972 wurden weitere punktuelle Grabungen durchgeführt.
Die Denninger Villa rustica entstand gegen Ende des 1. Jahrhunderts n. Chr. Sie war einer der zahlreichen ländlichen Gutshöfe, die die römischen Städte und Militärlager versorgten.
Brandspuren weisen darauf hin, dass die Villa gewaltsam zerstört wurde. Diese Zerstörung wurde etwa auf die Mitte des dritten Jahrhunderts datiert und könnte daher mit den 233 beginnenden Einfällen der Alamannen zusammenhängen.
Es gibt jedoch auch Fundstücke wie z. B. spätrömische Glasgefäße, glasierte Reibschüsseln und Argonnensigillata, die nach dieser Zeit datieren, darunter auch 1972 gefundene Münzen aus der Zeit des Kaisers Theodosius I. (379/383). Später datierte Objekte wurden bisher nicht gefunden. Daraus folgt, dass die Villa nach ihrer Zerstörung zumindest bis zum Ende des vierten Jahrhunderts wieder bewohnt war. Wann die Villa endgültig verlassen wurde, ist nicht bekannt.

## Beschreibung
Der 1928 ausgegrabene Bereich hatte in Ost-West-Richtung eine Ausdehnung von 160 m und in Nord-Süd-Richtung von 130 m. Die Fläche betrug also etwa 2 ha. Weitere 1972 durchgeführte Grabungen deuten darauf hin, dass die Villa sich auch noch weiter nach Westen hin erstreckte.
Bei den Grabungen wurden die Grundmauern von sieben Häusern und einem römischen Thermengebäude freigelegt. Außerdem wurden mehrere Brunnen und Pfostengruben sowie zwei Reihengräberfelder aus dem 7. Jahrhundert gefunden.
Das Thermengebäude hat einen Grundriss von 9 × 9 m und drei Apsiden, eine in der Mitte der Nordwestseite und zwei nebeneinander liegende am Nordende der Nordostseite. An der Südwestseite gab es eine zweigeteilte Vorhalle, in der Mittelachse des Baus lagen im Westen das Kaltbad (Frigidarium) mit in die Apsis eingelassener Wanne und im Osten das Lauwarmbad (Tepidarium), und an der Nordostseite das Warmbad (Caldarium) mit jeweils einem Becken in den beiden Apsidennischen und östlich davon eine Heizkammer. Die Fenster des Bades waren verglast.